# Nádáb
Nádáb, izraeli király, I. Jeroboám fia és örököse. Miután trónra került, ő is követte apja példáját a bálványimádásban. Ám ez nem tetszett a népben sok embernek, és egy férfi, Baása (Ahija fia, Issakhár nemzetségéből), ellene fordult, és követőivel együtt megütközött a király seregével Gibbethonnál, a filiszteusok egyik városánál. A csatában Nádáb életét vesztette, és Baása került a trónra.